# 觀塘站公共運輸交匯處
觀塘站公共運輸交匯處（英語：Kwun Tong Station Public Transport Interchange）或稱觀塘站巴士總站（英語：Kwun Tong Railway Station Bus Terminus），是香港一個位於九龍觀塘區的公共運輸交匯處，供公共巴士和公共小型巴士作為總站之用，其中一部份可供其他車輛駛入作短暫停留。

## 位置
觀塘道與福塘道交界，港鐵路軌以北，觀塘站D1出入口，毗鄰香港學生輔導會和啟能綜合康復服務大樓。公共巴士及專線小巴59號線會從觀塘道（東行）駛入，其它車輛須利用福塘道進出交匯處。
本交匯處鄰近舉辦觀塘區年宵市場的觀塘遊樂場，故會於每年市場最後兩個營業日的下午至凌晨時份臨時關閉，以配合人流管制措施安排。

## 歷史

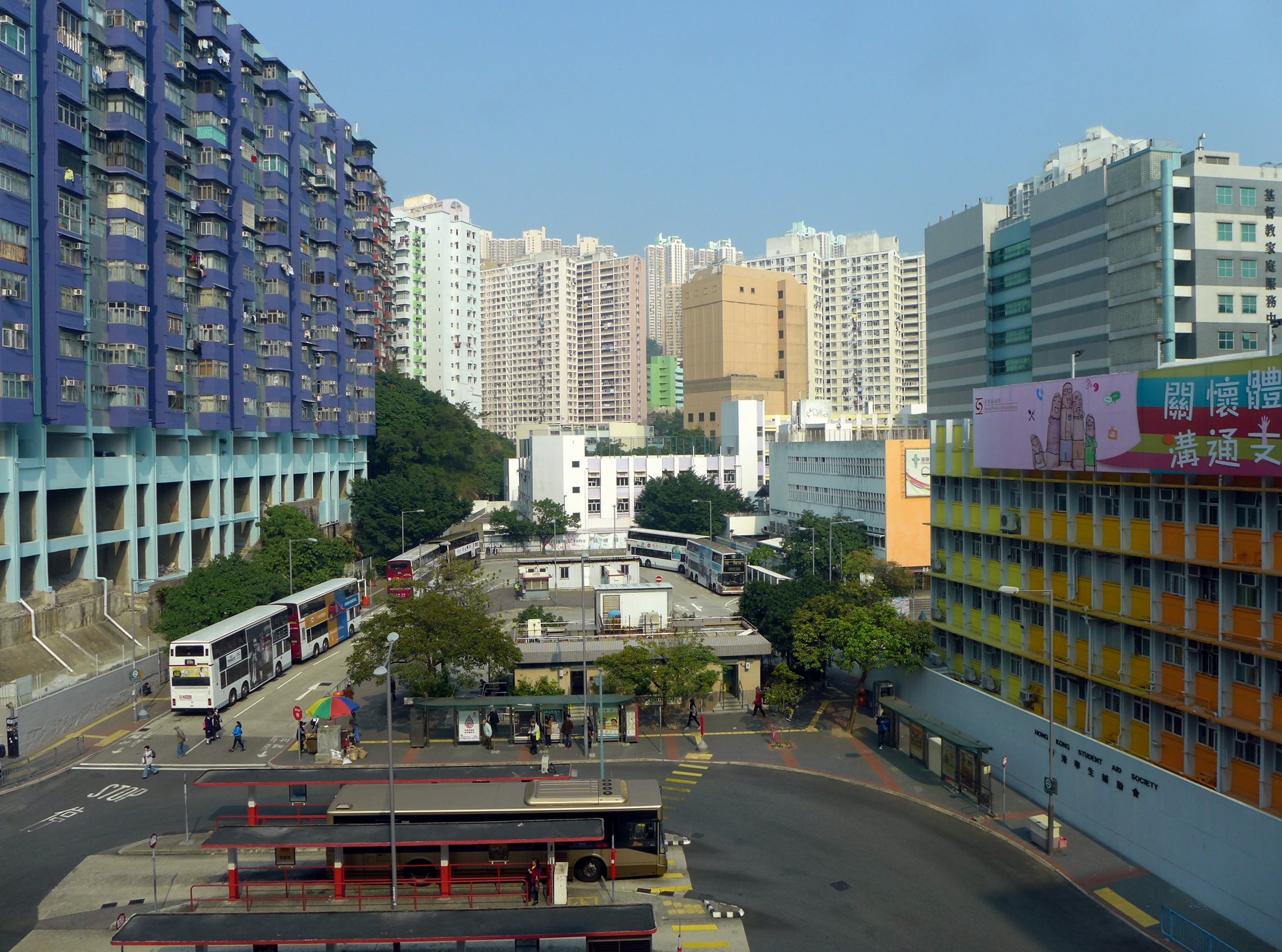
從觀塘線軌道拍攝觀塘站公共運輸交匯處 （2014年）

- 1979年9月30日，因應地鐵修正早期系統（現港鐵觀塘綫）觀塘站通車啟用，主要為油塘、藍田、秀茂坪、將軍澳居民提供鐵路接駁交通服務。
- 2007年12月2日，九廣鐵路和地下鐵路合併為港鐵，所有前九鐵及地鐵車站，九巴一律統稱為「鐵路站」，本站便由「觀塘地鐵站」易名為「觀塘鐵路站」。
- 2009年8月9日，配合觀塘市中心重建項目第一階段進行，通往翠屏道的總站擴建部份正式啟用，與1979年落成的總站組成公共運輸交匯處。擴建部份成為3條巴士路線及4條小巴路線的終點站，亦可供的士、私家車、貨車用作上落客貨。
- 2010年12月1日起，根據《2010年吸煙（公眾衛生）（指定禁煙區）（修訂）公告》，本交匯處被劃為禁止吸煙區。[2]交匯處內已豎立告示牌和畫上界線，提醒使用者在指定範圍內嚴禁吸煙。
- 2021年12月31日起，根據《2021年吸煙（公眾衞生）（指定禁止吸煙區）（修訂）公告》修訂本站禁煙區範圍。
- 2023年2月12日，配合觀塘「政府、機構或社區」用地綜合發展項目而需永久關閉1979年啟用部分，總站路線需要遷出，途經路線則暫時改停擴建部分或不停此站。
- 2023年6月18日，擴建部分的巴士站永久停用，巴士須改停觀塘道路旁，小巴站則配合工程進度而稍作遷移。

### 觀塘市中心重建項目
2008年，觀塘市中心重建項目需徵用觀塘（月華街）巴士總站（「觀月·樺峯」現址）作首期發展項目，因此市區重建局向地政總署徵用位於福塘道的臨時停車場，把觀塘鐵路站巴士總站擴建，以便配合市中心重建時的巴士調遷安排。
重建前的停車場供貨車、客貨車、私家車、電單車停泊，於2008年12月30日最後一天營業後關閉。觀塘鐵路站巴士總站和福塘道擴建工程，緊接在2009年農曆新年假期後動工，並於同年7月竣工。
為了讓巴士出入總站擴建部份以至附近道路時通行無阻，部份路面設施需要改建，包括：
- 把路線15、15A、16、16M的兩條站坑的候車處和上蓋尾部縮短，騰出空間予11米或以上的巴士駛進路線16M的站坑，以及當站坑後泊了巴士時，有足夠闊度讓路線89、89B、89X駛入總站擴建部份。此項工程在2009年7月中進行。
- 降低總站的路面高度，使其與福塘道之間的斜度減低，避免巴士進站和離站時，車身與地面發生碰撞，項目隨巴士總站及福塘道擴建工程一併進行。
- 把介乎福塘道與鯉魚門道之間一段翠屏道（南行）擴闊成雙線行車，足以讓巴士從福塘道右轉翠屏道（南行），項目在2009年7月至8月間進行。
- 縮小翠屏道近協和街的安全島，讓出足夠空間予增長的交通流量及雙層巴士轉向。此項工程在2009年5月進行。
- 總站擴建部份竣工後，位於啟能綜合康復服務大樓（協青社原址）旁的停車彎，巴士停泊位置需向後遷移約10米，方便行人和確保交通安全，相關位置被髹上影線取代「巴士站」字樣。

2009年夏季，多條巴士路線需要配合重建項目作出調遷，涉及此總站的調遷安排，詳情如下：
| 生效日期       | 路線號 | 舊起訖點                              | 新起訖點                            |
| -------------- | ------ | ------------------------------------- | ----------------------------------- |
| 7月12日 星期日 | 13M    | 觀塘鐵路站 ↺ 寶達（循環線）           | 觀塘(雅麗道) ↺ 寶達（循環線）       |
| 7月19日 星期日 | 16M    | 觀塘(月華街) ↺ 藍田(康華苑)（循環線） | 觀塘鐵路站 ↺ 藍田(康華苑)（循環線） |
| 8月9日 星期日  | 89     | 觀塘(月華街) ↔ 瀝源                   | 觀塘鐵路站 ↔ 瀝源                   |
| 8月9日 星期日  | 89B    | 觀塘(裕民坊) ↔ 沙田圍                 | 觀塘鐵路站 ↔ 沙田圍                 |
| 8月9日 星期日  | 89X    | 觀塘(月華街) ↔ 沙田鐵路站             | 觀塘鐵路站 ↔ 沙田鐵路站             |

經過近十二年時間打造，觀塘市中心重建項目內的公共運輸交匯處――觀塘裕民坊公共運輸交匯處於2021年4月2日啓用，九巴16M之起訖點由當日頭班車起遷往該處，本交匯處第二度成為其中途站。
2020年初，高鐵西九龍站跨境口岸因應2019冠狀病毒病疫情而關閉。2018年開辦、專為高鐵乘客服務的九巴W2線需暫停服務，原訂的遷站安排未有實現。2023年1月15日重新投入服務後，更改為循環線運作，不經本交匯處。

### 觀塘綜合發展項目
2018年10月，《施政報告》提出在本交匯處，連同展亮技能發展中心（觀塘）和香港學生輔助會荷蘭宿舍用地興建公務員學院，同時設綠色步道及地區康健中心等設施。
2021年3月，政府刊憲「觀塘綜合發展項目」建議道路工程，重建及重置本交匯處和附近行人設施，包括興建行人天橋連接觀塘站及觀塘遊樂場。
2023年2月12日，原為起訖點之九巴89、234C及234D線須遷往觀塘(翠屏北邨)，九巴98B終點站遷至觀塘市中心，途經之九巴13M、14B、16M、93K線會取消停靠。

### 設施更替
2009年第三季起，巴士公司逐步提升舊總站內的設施，以惠及乘客及行人，包括：
- 2009年9月，增闢行人過路綫，以及在候車月台增設輪椅候車區。
- 2010年9月，93K和98A線的輪椅候車區後移至觀塘道公廁外。
- 2011年1月，重組前往中區的巴士路線候車位置，增闢空間予繁忙時間提供服務的特快路線使用。
- 2011年1月，基於安全理由，16M線原泊於舊總站後方等候開出的車輛，改為停泊在擴建部份的盡頭。因此，車長會於服務時間前，把車輛駛回總站。(行車路線：福塘道、翠屏道、協和街、觀塘道或福塘道、翠屏道、鯉魚門道、偉發道、茶果嶺道、鯉魚門道、觀塘道)
- 2012年3月，為顧及行人安全，交匯處內所有候車亭當眼位置均掛有「小心巴士駛過」／"Beware of buses"告示。
- 2012年7月，加設區內地標指示牌。
- 2012年11月，進行巴士總站候車亭翻新工程，包括更換排隊欄杆及重髹巴士站上蓋。
- 2013年2月，進行路面重鋪工程。
- 2013年12月，准許公共交通車輛從巴士總站駛入福塘道小巴站。
- 2014年7月，巴士候車亭尾部髹上黃色和黑色相間條子，提醒車長注意安全。
- 2014年9月，在港鐵站D1出口與總站新翼車輛入口之間行人路加裝鐵欄，進一步加強路面使用者安全。
- 2016年8月，在候車亭上安裝大型巴士路線指示牌，方便乘客。（此設施不包括終點站路線及總站擴建部份的路線。）
- 2016年9月，總站舊翼重鋪路面瀝青，以保行車安全。
- 2018年9月，受超強颱風山竹正面吹襲，站內一部汽水自動販賣機被吹翻，及後被移除。
- 2019年11月社會運動後，逐步重設及優化設施，如草坪、欄杆、地磚、站牌。
- 2022年8月，九巴在候車亭頂部安裝太陽能電池板。
- 2022年8月，食物及環境衞生署轄下的觀塘道公廁永久關閉。
- 2023年2月初，舊翼巴士站設施逐步拆卸並改建，部分路線站位需臨時遷移。
- 2023年2月12日，行車方向大幅改動，原進站位置永久封閉，原離站位置改為可供出入。進站巴士需逆走舊翼進入擴建部分，離站時駛經新設的行車線直駛往觀塘道。（此新設的行車線在原訂計劃只供小巴上落之用。）
- 2023年6月，重置小巴站於福塘道及臨時巴士站於觀塘道，部分路面連同站位上蓋拆卸，併入建築署工地。
- 2024年9月，從前舊翼的巴士進站位置旁的一幅天然山崖被築成混凝土護土牆。

## 途經路線資料（巴士）
| 路線號 | 起訖點                                | 上一站     | 下一站     | 目的地                    |
| ------ | ------------------------------------- | ---------- | ---------- | ------------------------- |
| 15A    | 平田 ↔ 慈雲山（北）                   | 觀塘市中心 | 觀塘游泳池 | 平田                      |
| 98A    | 坑口（北） ↺ 牛頭角站                 | 觀塘市中心 | 觀塘游泳池 | 坑口（北） （將軍澳醫院） |
| 601    | 寶達 ↔ 金鐘（東）                     | 同仁街     | 觀塘游泳池 | 金鐘站（東）              |
| 601P   | 寶達 ↔ 上環                           | 同仁街     | 觀塘游泳池 | 上環                      |
| 606    | 彩雲（豐盛街） ↔ 小西灣（藍灣半島）   | 觀塘市中心 | 觀塘游泳池 | 小西灣 （藍灣半島）       |
| 606A   | 彩雲（豐盛街） ↔ 耀東邨               | 觀塘市中心 | 觀塘游泳池 | 耀東邨                    |
| 606X   | 小西灣（藍灣半島） ↔ 九龍灣           | 觀塘市中心 | 觀塘游泳池 | 小西灣 （藍灣半島）       |
| 619    | 順利 ↔ 中環（港澳碼頭）               | 觀塘市中心 | 觀塘游泳池 | 中環（港澳碼頭）          |
| 619P   | 順利 → 中環（港澳碼頭）               | 觀塘市中心 | 觀塘游泳池 | 中環（港澳碼頭）          |
| 641    | 啟德（啟晴邨） ↔ 中環（港澳碼頭）     | 觀塘市中心 | 觀塘游泳池 | 中環（港澳碼頭）          |
| A22    | 藍田站 ↔ 機場                         | 觀塘市中心 | 觀塘游泳池 | 藍田站                    |
| N29    | 將軍澳（康盛花園） ↔ 東涌站（經機場） | 觀塘市中心 | 藍田站     | 將軍澳 （康盛花園）       |
| N619   | 順利 ↔ 中環（港澳碼頭）               | 觀塘市中心 | 觀塘游泳池 | 中環（港澳碼頭）          |

## 過往路線
總站
- 九龍巴士13M線
- 九龍巴士15M線
- 九龍巴士16M線
- 九龍巴士23M線
- 九龍巴士40P線
- 九龍巴士89線
- 九龍巴士89B線
- 九龍巴士89X線
- 九龍巴士93A線
- 九龍巴士98B線
- 九龍巴士234C線
- 九龍巴士234D線
- 九龍巴士W2線

途經
- 九龍巴士13B線
- 九龍巴士13M線
- 九龍巴士14線
- 九龍巴士14A線
- 九龍巴士14B線
- 九龍巴士14C線
- 九龍巴士14X線
- 九龍巴士15線
- 九龍巴士15B線
- 九龍巴士15C線
- 九龍巴士16線
- 九龍巴士16M線
- 九龍巴士38線
- 九龍巴士42C線
- 九龍巴士62X線
- 九龍巴士74S線
- 九龍巴士89D線
- 九龍巴士89X線
- 九龍巴士93K線
- 九龍巴士258D線
- 九龍巴士259D線
- 九龍巴士269C線
- 城巴R22線

## 車坑分佈
2023年6月18日擴建部分永久關閉前:
| 車坑分佈（以入口最左邊起計） | 車坑分佈（以入口最左邊起計） | 車坑分佈（以入口最左邊起計）                                   |
| 車坑編號                     | 座向                         | 路線                                                           |
| ---------------------------- | ---------------------------- | -------------------------------------------------------------- |
| 1                            | 東面                         | 九龍巴士15A、98A線                                             |
| 2                            | 東面                         | 城巴A22、N29線                                                 |
| 3                            | 西面                         | 過海隧道巴士601、601P、606、606A、606X、619、619P、641、N619線 |
| 4                            | 西面                         | 後備                                                           |
| 5                            | 西面                         | 專線小巴47、59、59M線 觀塘IVE線                                |

其後，小巴改用福塘道(西行)盡頭臨時站上落客，巴士則改停觀塘道(東行)臨時站(原址為本交匯處草坪)。

## 接駁交通
- 港鐵觀塘綫觀塘站D1出入口
- 九龍專線小巴47 （港鐵觀塘站←→順利邨）
- 九龍專線小巴59 （翠屏南邨←→觀塘（協和街）（循環線））
- 九龍專線小巴59M （港鐵觀塘站←→翠屏南邨）（上、下午繁忙時間服務）
- 公共小巴 （港鐵觀塘站←→觀塘（馬蹄徑））（已停辦）
- 公共小巴 （港鐵觀塘站←→香港專業教育學院觀塘分校）（上、下午繁忙時間服務，學校假期停開）